# Experiências Sexuais entre Homens e Rapazes
Experiências Sexuais entre Homens e Rapazes: Explorando o Mundo Clandestino da Pederastia é um livro de 1976 do historiador americano e professor de Yale Parker Rossman . O livro examina a prevalência e a dinâmica da pederastia nos Estados Unidos, que Rossman define como "qualquer experiência, envolvimento ou acto sexual entre um homem com mais de dezoito anos e um jovem entre doze e dezasseis anos".
O livro apresenta conclusões tiradas de dados colectados de cerca de 1 000 homens pederastas e 300 rapazes.  Além das relações homossexuais, Rossman também examina experiências sexuais entre homens e rapazes heterossexuais. O livro foi publicado com críticas geralmente positivas na década de 1970. Também foi criticado por sintetizar dados de forma inadequada e por falta de clareza.